# Lega Nazionale (associazione)
     Il Litorale austriaco, poi ribattezzato Venezia Giulia, che fu assegnato all'Italia nel 1920 con il trattato di Rapallo (con ritocchi del suo confine nel 1924 dopo il trattato di Roma) e che fu poi ceduto alla Jugoslavia nel 1947 con i trattati di Parigi
     Aree annesse all'Italia nel 1920 e rimaste italiane anche dopo il 1947
     Aree annesse all'Italia nel 1920, passate al Territorio Libero di Trieste nel 1947 con i trattati di Parigi e assegnate definitivamente all'Italia nel 1975 con il trattato di Osimo
     Aree annesse all'Italia nel 1920, passate al Territorio Libero di Trieste nel 1947 con i trattati di Parigi e assegnate definitivamente alla Jugoslavia nel 1975 con il trattato di Osimo

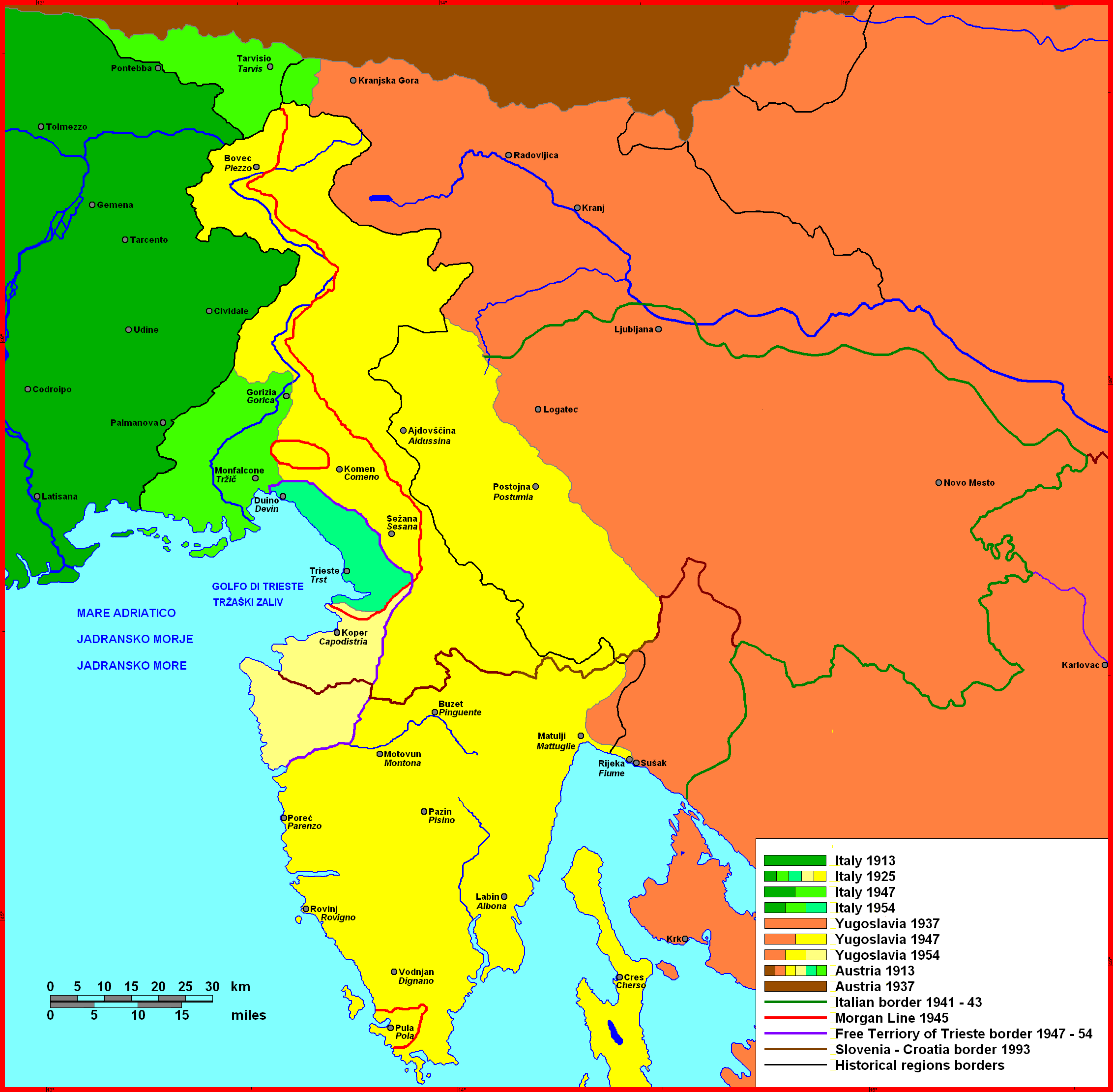
Modifiche al confine orientale italiano dal 1920 al 1975.
Il Litorale austriaco, poi ribattezzato Venezia Giulia, che fu assegnato all'Italia nel 1920 con il trattato di Rapallo (con ritocchi del suo confine nel 1924 dopo il trattato di Roma) e che fu poi ceduto alla Jugoslavia nel 1947 con i trattati di Parigi
Aree annesse all'Italia nel 1920 e rimaste italiane anche dopo il 1947
Aree annesse all'Italia nel 1920, passate al Territorio Libero di Trieste nel 1947 con i trattati di Parigi e assegnate definitivamente all'Italia nel 1975 con il trattato di Osimo
Aree annesse all'Italia nel 1920, passate al Territorio Libero di Trieste nel 1947 con i trattati di Parigi e assegnate definitivamente alla Jugoslavia nel 1975 con il trattato di Osimo

La Lega Nazionale è una associazione italiana con ideali irredentisti operante nelle cinque province italiane rimaste sotto il dominio austriaco dopo la terza guerra d'indipendenza del 1866. All'inizio questo sodalizio si proponeva di creare circoli culturali e scuole private di lingua italiana dove il governo austriaco ne sopprimeva le pubbliche. Le regioni interessate furono il Trentino, l'Alto-Adige, il Friuli orientale (contea principesca di Gorizia e Gradisca), la città di Trieste, l'Istria e la Dalmazia. 

## Storia
Fu fondata da Carlo Seppenhofer nel 1891 a Trieste.
La Lega Nazionale nasceva dalle ceneri della precedente associazione "Pro Patria", sciolta nel 1890 per decreto imperiale, ed era impegnata nella diffusione della cultura italiana ed in manifestazioni patriottiche tra i cittadini di lingua italiana presenti nei territori dell'Impero austro-ungarico. Delegazioni della Lega si trovavano in ogni centro urbano delle cinque province austriache. Fra le delegazioni più rappresentative vi fu quella di Cervignano del Friuli che per definizione di uno dei presidenti della società, Riccardo Pitelli, veniva indicata come "la rocca dell'italianità nel Friuli austriaco".
Il 2 giugno 1968 l'associazione ha ricevuto la Medaglia d'oro ai benemeriti della scuola della cultura e dell'arte da parte del presidente della Repubblica Giuseppe Saragat.
Promotrice di varie attività che avevano il loro culmine nella "festa della Lega" che si svolgeva durante il mese d'agosto e vi si organizzavano giochi, competizioni sportive, lotterie, balli i cui utili servivano a diffondere l'insegnamento della lingua della cultura italiana nelle terre dell'Impero.
All'entrata in guerra dell'Italia nel 1915, la Lega Nazionale fu sciolta dalle autorità austriache e il suo patrimonio (sedi e istituti scolastici) sequestrato. Riprese l'attività dopo la conclusione della prima guerra mondiale.

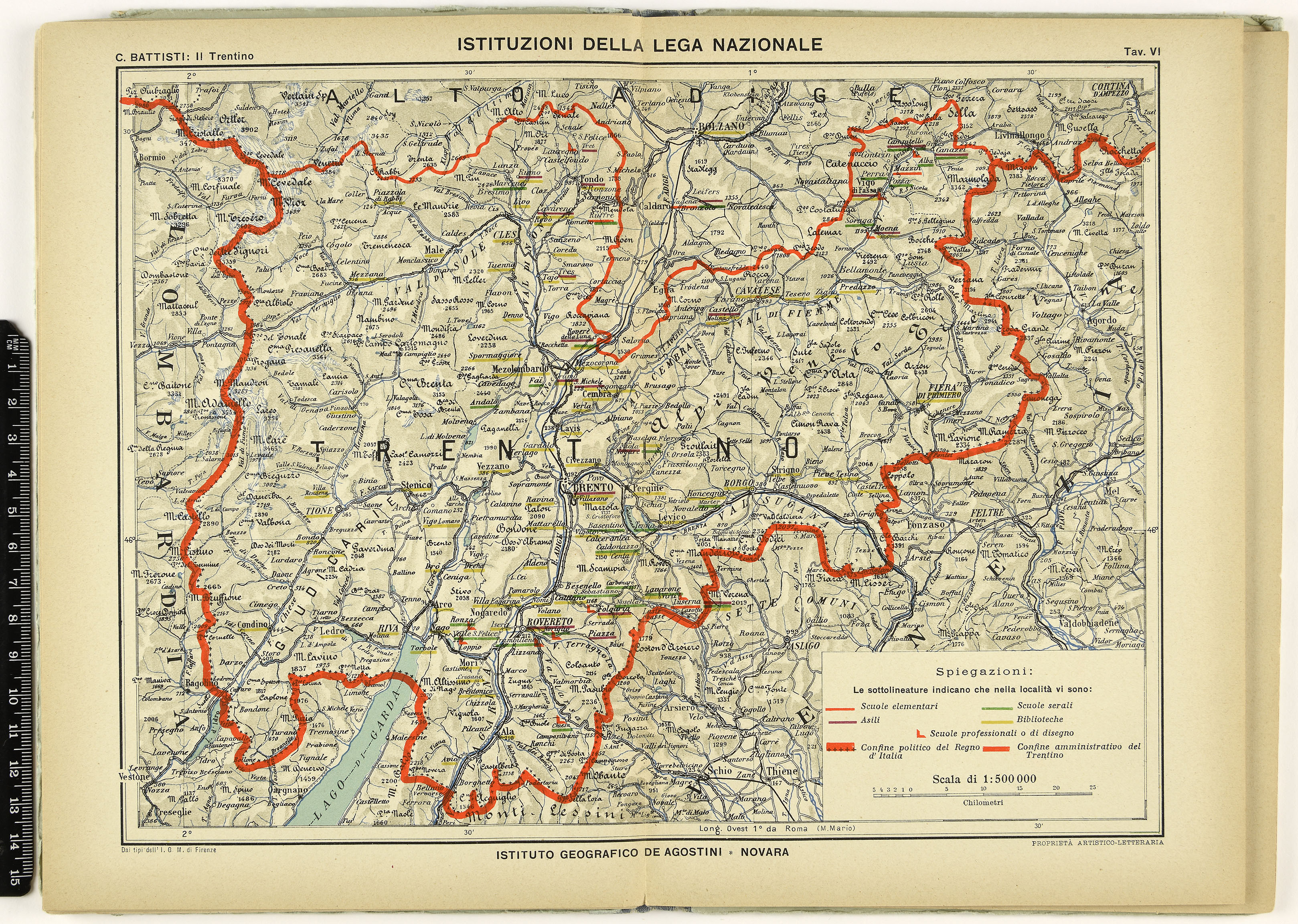
Istituzioni della Lega Nazionale nel Trentino in una mappa di Cesare Battisti del 1915

Sciolta dal regime fascista alla fine degli anni venti, nel 1946, con la fine della seconda guerra mondiale e la ripresa della travagliata questione del confine orientale italiano, la Lega Nazionale si ricostituì e fece propria la causa per il riconoscimento dell'italianità di Trieste, dell'Istria e della Dalmazia. Nei primi anni cinquanta la Lega si impegnò in prima linea per chiedere il ritorno della zona A (attuale Provincia di Trieste) e della zona B (Istria settentrionale) del TLT sotto l'amministrazione e la sovranità italiana.
L'associazione è ancora attiva a Trieste, Gorizia ed in altre località italiane.

## Inni
Strofa del primo inno della Lega, scritto da Virginio Mengotti e musicato da Erminio Mengotti:
De l'italica favela,

De la lingua più bela

Che da l'Alpe echegia al mar.»
(Virginio Mengotti, Lega Nazionale, Inno popolare delle terre irredente)
Nel 1913 fu realizzato il canto ufficiale, l'Inno della Lega Nazionale, scritto da Riccardo Pitteri e musicato da Ruggero Leoncavallo.